# Die verwandelte Daphne
Die verwandelte Daphne (HWV 4) ist Georg Friedrich Händels vierte Oper und seine letzte in deutscher Sprache. Danach komponierte er nur noch einmal ein abendfüllendes Werk in seiner Muttersprache: die Brockes-Passion (1716). Alle später geschriebenen Opern Händels sind in italienischer Sprache und vom Typ her Opere serie. Die Partitur der Daphne ist verloren. Einzelne Sätze konnten in Sammlungen von Einzelwerken identifiziert werden.

## Entstehung und Libretto
Die Doppeloper Florindo und Daphne (in Hamburg wurden die Opern immer als Singspiel angekündigt) entstand bereits im Frühjahr 1706, noch im Auftrag Reinhard Keisers. Jedoch kam es in dieser Zeit zu keiner Aufführung des Werkes. Politische Turbulenzen und der Pächterwechsel am Gänsemarkt-Theater führten dazu, dass die Opern erst im Januar 1708 unter der Direktion von Johann Heinrich Sauerbrey, der den Opernbetrieb zusammen mit dem Sänger Johann Konrad Dreyer und dem Konsul Reinhold Brockelmann übernommen hatte, in den Spielplan aufgenommen wurden. Die alte Direktion, bestehend aus Keiser und dem Dramaturgen Drüsicke, hatte im September 1706 aufgeben müssen.
Widersprüchliche Ansichten bestehen darüber, ob die zusammengehörigen Opern Der beglückte Florindo und Die verwandelte Daphne ursprünglich für einen Abend vorgesehen waren und dann wegen Überlänge auf zwei Abende verteilt wurden oder ob die Anlage von vornherein zwei selbständige Abschnitte, also zwei Opern mit je drei Akten, vorsah. Die Vorrede zum Libretto des Florindo (s. u.) lässt den ersten Fall vermuten, jedoch gibt es einige Zweifel daran:
Der Händel-Forscher Friedrich Chrysander legte die Bemerkung der Vorrede, die Musik sei „gar zu lang gefallen“, so aus, dass Händel sich zu sehr ausgearbeitet und zu lange Arien geschrieben habe. Jedoch zeigt das Libretto konzentrierte, oft sogar kurze Arien und Ensembles. Die von Händel im Florindo zu vertonenden 55 Musiknummern sind das normale Maß einer deutschen Oper in dieser Zeit. Die zusammen mit der Daphne dann 100 Musiknummern hätte der zwar junge, aber keineswegs mehr theaterunerfahrene Händel dem Publikum an einem Abend nicht zugemutet. So ist anzunehmen, dass das Werk von vornherein, zumindest aber nach Fertigstellung des Librettos als an zwei Abenden zu geben konzipiert war. Ein solches Verfahren war an der Hamburger Bühne durchaus üblich. So wurden allein in den Jahren 1701 und 1702 drei Doppelopern von Reinhard Keiser mit Sujets über Störtebecker, Odysseus und Orpheus aufgeführt. Alles waren jeweils abendfüllende, dreiaktige Werke.
Für seine deutsche Bearbeitung des Stoffes benutzte der Dichter Hinrich Hinsch offenbar einen italienischen Operntext als Vorlage, welcher aber bisher nicht identifiziert werden konnte. Davon übrig geblieben sind mehrere Arien, die in den Hamburger Aufführungen in der Originalsprache gesungen wurden. Hinsch war zum Zuge gekommen, da Händels erster Librettist Friedrich Christian Feustking, der Verfasser der Texte zu Almira und Nero (beide 1705), mehrerer Liebschaften verdächtigt wurde und Hamburg hatte verlassen müssen.
Nach der Komposition der Doppeloper widmete sich Händel in Hamburg nur noch dem Unterrichten, studierte Werke seiner Kollegen (unter anderem fertigte er eine vollständige Kopie von Keisers Octavia an, die er mit nach Italien nahm) und bereitete er seine Abreise nach Italien vor. Er verließ Hamburg vermutlich im Sommer 1706 und hat seine Doppeloper niemals gehört. Die musikalische Leitung der Uraufführungen lag höchstwahrscheinlich in den Händen von Christoph Graupner, der von 1705 bis 1709 Cembalist und Kapellmeister am Hamburger Opernhaus war.
Die Uraufführung der Daphne im Januar 1708 wurde noch durch ein Intermezzo in plattdeutschem Dialekt ergänzt: Die lustige Hochzeit, und dabey angestellte Bauren-Masquerade (Text von Mauritz Cuno, Musik vermutlich von Graupner und Keiser). In Italien hatte Händel zu dieser Zeit seine erste italienische Oper, Rodrigo, schon längst uraufgeführt.
Besetzung der Uraufführung
- Daphne – Anna-Margaretha Conradi, genannt „Conradine“ (Sopran) (?)
- Florindo – Johann Konrad Dreyer (Tenor) (?)
- weitere Besetzung: unbekannt[5]

## Handlung

### Historischer und literarischer Hintergrund
Im 1. Buch der Metamorphosen erzählt Ovid die Geschichte der Nymphe Daphne, die sich der Zudringlichkeit des Phoebus (Apollon) entzieht, indem sie sich von ihrem Vater in einen Lorbeerbaum verwandeln lässt. Diese beiden Figuren und Cupido entstammen dem Mythos, alle weiteren handelnden Personen der Opern sind frei erfunden.

„Es ware das Wasser der Deucalionischen Sündfluth bereits gefallen und der durch die Sonnen-Strahlen getrocknete Erdboden finge schon an allerhand Thiere/ wie auch mancherley Kräuter und Bluhmen/ wieder herfür zu bringen/ als in Thessalien ein grosser und ungeheurer Drache/ Python genannt/ aus dem Schlamm der Erden gezeuget wurde/ der mit seinem gifftigen Odem die Landschafft ansteckte/ und die umliegenden Aecker verderbte; An selbiges Ungeheuer machte sich Phœbus mit seinem Bogen und Pfeilen/ erlegte auch denselben glücklich/ und befreyte das bedrängte Land von dem gefürchtetem Untergange; Welches dann diesem ihren Erretter zur schuldigen Danckbarkeit ein Fest/ von dem erlegten Drachen Pythia genannt/ anordnete/ und darinnen dem Phœbus für seine Wohlthat/ mit allen ersinnlichen Freuden-Bezeugungen/ verehrete.
Uber diesen glücklichen Sieg wurde nun Phœbus hochmüthig/ daß er das Cupido Pfeil und Bogen/ gegen seine Waffen verachtete/ und seinen über den Drachen erhaltenen Sieg/ der Macht/ der nur die weichen und Weibischen Hertzen überwindenden Liebe/ weit fürzoge: welche Schmach dann dem rachgierigen Cupido so sehr zu Hertzen gienge/ daß er zweene Pfeile/ einem mit einer güldenen Spitzen/ welche die damit getroffene Hertzen zu einer brünstigen Liebe entzündete/ und einen mit einem Bleyernen Geschoß/ welche die verwundete Brust mit bitterem Haß erfüllete/ zu sich nahme; Mit dem ersten Pfeil traff er des Phœbus Brust/ und entzündete dieselbe mit einer hefftigen Brunst gegen die Daphne, des Wasser-Gottes Pineus überaus schönen Tochter/ und erweckte dardurch bey demselben ein unersättliches Verlangen/ sich mit dieser liebwerthesten Nymphe zu verbinden; Selbige aber wurde von dem Pfeil von Bley getroffen/ und empfunde nicht allein dardurch keine Neigung zu dem Phœbus, sondern flohe vielmehr dessen Gegenwart/ und war weder durch Schmeicheleyen/ weder durch Verheissung/ zu einiger Gegen-Einstimmung zu bewegen.
Wann aber den Phœbus das hitzige Verlangen/ seine brünstige Begierden vergnüget zu sehen/ täglich quälete/ eilete er der flüchtigen Daphne in einem Walde nach/ und suche selbige mit Gewalt in seinen Pallast zu bringen/ hatte auch dieselbe bey nahe ereilet/ wie die erschreckte/ und in äusserster Verzweifflung sich befindende Nymphe/ zu ihrem Vater Pineus üm Beystand und Errettung rieffe/ welcher ihr auch seine Hülffe nicht versagte/ besondern sie in einem Lorbeer-Baum verwandelte.
Wie Phœbus dadurch seinen Zweck verrücket sahe/ und ihme die schöne Beute/ die er schon erhaschet zu haben vermeinte/ so unvermuthet wieder aus den Händen geraubet wurde; Nichts destoweniger aber dannoch die Liebe sein zärtliches Hertz nicht räumen wollte/ kehrete er selbige zu dem verwandelten Baum/ und da er vorhin von einem jedweden Laub ihm einen Crantz zu machen gewohnet war/ erwählte er zu diesem Zierath hinführo den Lorbeer-Baum/ und kröhnete sich und seine ergebene Verehrer mit Lorbeer-Zweigen.
Dieses von dem Ovidius, in seinem ersten Buche der Verwandlungen beschriebenes Lehr- und Sinn-Gedichte/ hat uns die Gelegenheit zu gegenwärtigem Sing-Spiel gegeben/ zu dessen Auszierung man denn wahrscheinlich dazu gedichtet/ daß Daphne, ehe Phœbus in Sie durch des Cupido Rache verliebt geworden/ bereits mit dem Florindo, des Wasser-Gotts Enipheus Sohn/ sich verbunden/ und eine Wechsel-Liebe gepflogen: Florindo hingegen heimlich von der edlen Nymphe Alfirena großmüthig geliebet/ von der Lycoris aber listiglich gesuchet worden; Lycoris hingegen von dem Damon dermassen geliebet worden/ daß er seinen Verstand auff eine Zeit verlohren/ nachmahls aber/ wie er von der Lycoris zwar Anfangs mit falscher Hoffnung gespeiset/ doch nachgehends mit wahrhaffter Gegen-Liebe vergnüget worden/ denselben völlig wieder bekommen; Wie dann auch die Großmüthige Alfirena, wie die Daphnen verwandelt/ und der Florindo von seiner Liebe und Ehegelübde befreyet worden/ den Lohn ihrer Edelmüthigen Treue bekommen/ und mit ihrem Florindo verbunden worden.
Weil aber die vortreffliche Music, womit diese Opera gezieret/ etwas gar zu lang gefallen/ und die Zuschauer verdrießlich machen möchte/ hat man für nöthig erachtet, das gantze Werck in zwey Theile zu setzen; davon das Erste das zu den Ehren des Apollons angestellete Fest Pythia, und die an demselben Tage geschehene Verlobung des Florindo mit der Daphne vorstellet; und also den Nahmen des Glücklichen FLORINDO, von dieser vornehmsten Handlung bekommen; Der andere Theil wird der Daphnen Halßstarrigkeit gegen des Phœbus Liebe/ wie auch ihren empfundenen Abscheu für aller Liebe/ und endlich ihre Verwandlung in einen Lorbeer-Baum fürstellen/ und davon den Nahmen der Verwandelten DAPHNE erhalten.“

### Erster Akt
Der Tempel des Hymen (Gott der Hochzeit) ist mit brennenden Kerzen beleuchtet. Die Nymphe Daphne im Brautschmuck und Florindo, Sohn des Flussgottes Enipheus, mit Blumen bekränzt, gehen zum Altar des Hymen, um sich zu vermählen. Während die Priester dem Gott Opfergaben darbieten, tritt Cupido ein. Er verwundet Daphne, wie vorgesehen, mit einem Pfeil. Als der Priester ihr den Brautgürtel umlegen will, stößt Daphne ihn zurück. Sie schreit: „Halt! ich will hinfort der Liebe nicht mehr frönen.“ Alfirena und Florindo sind entsetzt, auch die Mahnung zur Besinnung hilft nichts.
Florindo, der Bräutigam, nun allein, ist fassungslos und kommt sich wie in einem bösen Traum vor.
Die Nymphe Lycoris, allein im Wald, freut sich, dass der Himmel nun ihren Wünschen für eine Liaison mit Florindo entgegenkommt, indem er Daphnes Sinne verwirrt. Nun glaubt sie, bei ihm leichtes Spiel zu haben. Sie sieht aus der Ferne Daphne und Phoebus (Apollo) auf sich zulaufen. Sie versteckt sich geschwind. Und so hört sie, wie Daphne den Phoebus auffordert, sie in Ruhe zu lassen.
Der allein gebliebene Phoebus philosophiert über die Unergründlichkeit der „Weiberherzen“. Die hinzukommende Lycoris stimmt ihm zu. Sie sagt Phoebus auf den Kopf zu, dass er Daphne liebe und dass man das Gleiche auch in deren Augen lesen könne. Schließlich gibt sie ihm den Rat, sich durch den Widerstand nicht beirren zu lassen, und bietet ihre Hilfe an.
Am selben Orte treffen nun der Schäfer Damon und sein vertrauter Freund Tyrsis zusammen. Damon ist äußerst argwöhnisch, dass sich zwischen Lycoris und Phoebus etwas anbahnen könnte. Tyrsis beruhigt ihn und versichert, dass Lycoris treu sei.
Florindo sehnt sich nach Daphne und beschimpft die grausamen Wälder, welche Daphne verstecken. Er fordert den Wind und die Blätter auf, ihm ihren Aufenthalt zu verraten. Alfirena, heimlich verliebt in Florindo, sieht, wie dieser der entdeckten Daphne nachrennt. Sie erkennt, dass Florindos Kräfte erschlaffen. Sie erwägt, ob sie ihm helfen soll, versteckt sich aber hinter einem Felsen, in den sie einritzt: „Ein Auge, das du kennst; ein Herz dir unbekannt.“ Florindo naht, er ist enttäuscht, dass er niemanden findet, fragt sich aber, wer die gefühlvolle Felsennachricht hinterlassen hat. Aber er besitzt nicht die Fähigkeit zur Interpretation.
Cupido tritt hinzu. Er warnt, die Liebe zu verschmähen. Er stellt sich nicht vor und bleibt für die Beteiligten ein schöner Knabe. Cupido erläutert, was die Inschrift sagt und von wem sie stammt. So glaubt er, Florindo zugunsten des Phoebus von Daphne weg und zu Alfirena hin zu locken.

### Zweiter Akt
Florindo, der Daphne nacheilt und sie auch erreicht, versucht sie zur Vernunft zu bringen. Aber sie will seine Liebe nicht mehr annehmen. Sie zerstört seine Hoffnung, denn sie will frei bleiben und berichtet ihm, dass die Göttin Diana sie auserkoren habe, in ihre Dienste zu treten. Nun sind beide hilflos und ohne Denk- und Handlungsziel. Sie will mit ihm sterben, aber nicht mit ihm leben.
Das Landvolk und die Priester des Pan bereiten einen Waldgottesdienst vor. Florindo zieht Daphne zu dem Waldtempel. Sie weigert sich zunächst, dann aber folgt sie. Cupido tritt hinzu und ist – als er die beiden aneinandergeschmiegt sieht – erschüttert und zornig darüber, wie kraftlos seine Liebespfeile waren. Durch seinen Zorn wird Pans Haus zerschmettert und Furien steigen aus der Erde. Während sich diese unter die Tanzenden mischen, gelingt es Daphne und den anderen, zu entrinnen. Florindo jedoch bleibt allein zurück. In der folgenden Begegnung mit Alfirena glaubt er zu entdecken, dass sie die Schreiberin der Felsschrift ist. Lycoris kommt zu Florindo, als Alfirena weggegangen ist, und wirbt um ihn. Florindo ist verzweifelt, denn Daphne – welche von Phoebus begehrt wird – ist ihm versprochen. Nun kommt noch hinzu, dass er von Alfirena (jetzt gar nicht mehr so heimlich) geliebt wird. Das Durcheinander der Liebeswerbungen nimmt noch weiter zu, weil ihm erkennbar wird, dass auch die Nymphe Lycoris sich in ihn verliebt hat. Man kann also Florindos Verzweiflung verstehen, wenn er Daphne hinterhertrauert und gleichzeitig an die Möglichkeiten seiner zweiten Wahl denkt.
Galathea sieht von ferne, wie Lycoris mit den Kleidern der Daphne in den Wald auf die Berge zugeht. Sie fragt sich mit Phoebus, was es damit auf sich hat. Phoebus ist hoffnungsvoll, Daphne zu gewinnen, und will sie sogleich suchen gehen.

### Dritter Akt

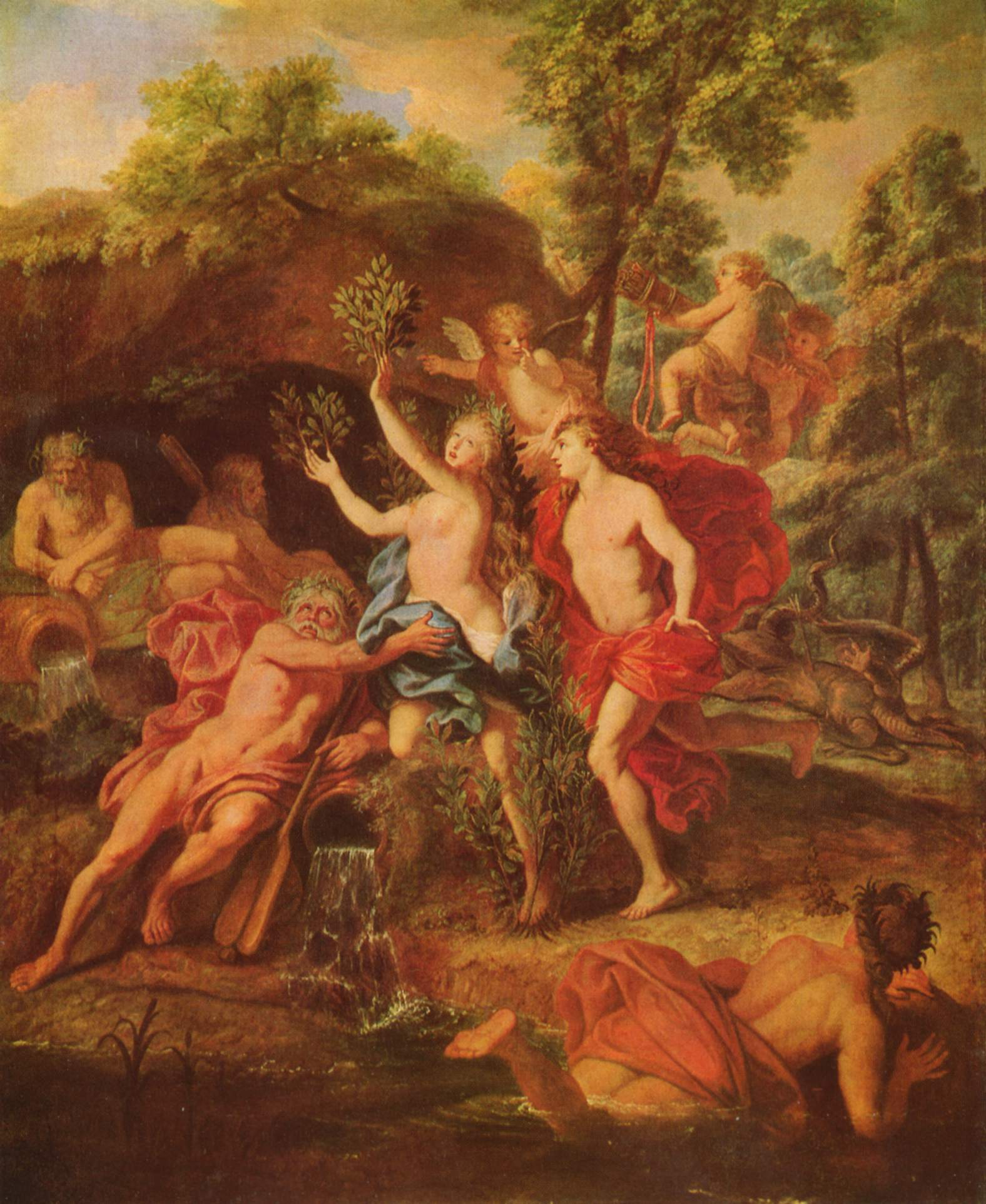
Daphne bittet den Flussgott Pineus um Hilfe, um Apollo zu entkommen, und er verwandelt sie in einen Lorbeerbaum (Jean-Baptiste van Loo), um 1730

Damon, allein im dichten Wald, ist verzweifelt, weil er nicht weiß, was aus seiner stillen Liebe zu Lycoris wird. Er geht tiefer in das Dickicht.
Auch Florindo irrt allein im Wald herum. Er sucht etwas zu finden, weiß aber nicht genau, was. Lycoris, die Damon im Dickicht gesehen hat, erscheint in Daphnes Kleidern. Florindo meint, dass Daphne Damon folgen will, und fühlt sich von ihr betrogen. Lycoris tut alles, damit er ihr Gesicht nicht erkennen kann, und wischt ihm mit dem Schnupftuch Daphnes den Schweiß ab. Florindo birst vor Zorn, Neugierde und Unwissen. Der aus der Höhle hervorspringende Damon will das Schnupftuch nehmen, Florindo entreißt es ihm aber. Lycoris entwischt. Zwar kann Damon berichten, dass Daphne ihn zur Höhle bestellt hat, aber keiner von ihnen weiß sicher, wer die Entwischte ist. Ein Gespräch mit Lycoris bringt Florindo auch nicht weiter. Allerdings deutet sie untreues Verhalten der Daphne an.
Lycoris behauptet gegenüber Florindo, dass Daphne ihm untreu sei, und stachelt ihn zur Rache an. Er aber lehnt ab, weil alle Schuld bei Amor liege. Die sich dazugesellende Alfirena beklagt Florindo wegen seines Unglücks und bringt dazu die Nachricht, dass Phoebus die Daphne raubte und mit ihr im Wald verschwand. Florindo will nunmehr die ganze Wahrheit wissen. Er fordert alle auf, mit ihm zu Phoebus’ Tempel zu gehen.
In Phoebus’ Tempel versucht Daphne, sich von Phoebus wieder loszureißen. Er aber hält sie fest und erinnert sie daran, dass sie sich selbst einst gewünscht hatte, diesen Ort zu besuchen. Jetzt, wo sie hier ist, wolle sie ihn nicht mehr. Er droht ihr, wenn sie dabei bliebe, mit dem Tode. Doch Daphne bleibt standhaft.
Florindo beklagt sich und fragt, ob jetzt auch noch der Tempel zur Mördergrube werden solle. Dieser schwere Vorwurf missfällt Phoebus, weil er – so meint er – nie das Band der Treue zwischen Daphne und ihm versehrt habe. Deshalb bezichtigt nun Florindo Daphne der Falschheit (was von Damon auch bestätigt wird), weil auch sie ihm Liebeshoffnungen gemacht habe. Phoebus fordert nun dazu auf, Daphne in die Wüste zu verdammen. Daphne fühlt sich (mit Recht) unschuldig und ist darüber entsetzt.
Galathea erscheint, stellt geschickte Fragen und beweist damit, wie missverständliche und verdrehte Worte zur Lüge wurden. Sie kann erklären, dass Daphnes Kleider geraubt wurden. Florindo, mehr noch Damon, noch mehr Phoebus und am allermeisten Lycoris stehen dumm und unmoralisch da. Daphne ist nachweislich unschuldig. Jeder fragt nun den anderen, warum er sich als vermeintlicher Ränkeschmied so dumm verhalten habe. Der Chor der Schäfer und Nymphen sucht nach Ausgleich und gibt nicht den beteiligten Menschen, sondern Amor die Schuld.
Der auftretende Cupido warnt davor, Amors Zorn nicht noch mehr zu reizen. Vielmehr solle man, besonders Daphne, mehr Kraft dazu aufwenden, die Pfeilspitzen der Liebe besser zu analysieren und die eigene Verantwortung ernster zu nehmen. Dann hätte es auch bei Daphne diesen Sinneswandel nicht gegeben. Der Sinn aber führt zu Worten, die Worte werden zu Taten: So bestimmt der Betroffene die Richtung. Phoebus, froh, dass Cupido so weise denkt und solche versöhnlichen Worte findet, gibt dem Florindo die Alfirena, die ihm den Verlust Daphnes ersetzen soll. Damon wird Lycoris zugeteilt, und Daphne wird in einen Lorbeerbaum verwandelt, der von jetzt an durch den großen Jupiter vor allen Schädlingen geschützt wird. Alfirena und Florindo einerseits und Lycoris und Damon andererseits beglückwünschen sich über den guten Ausgang.

## Musik

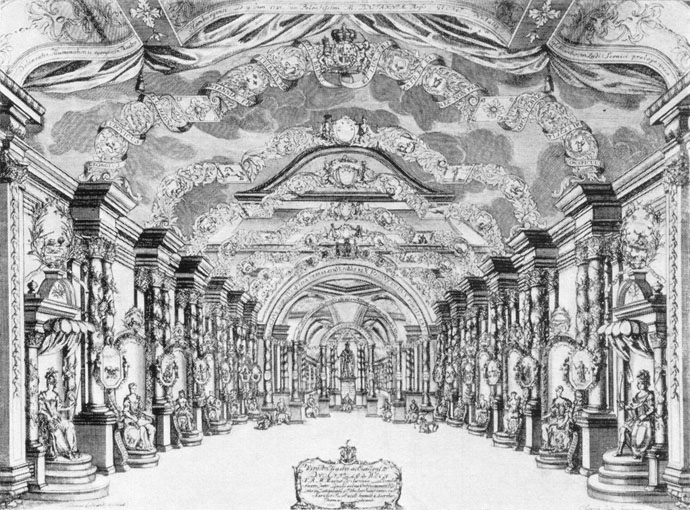
Bühne des Theaters am Gänsemarkt, Kupferstich von Thomas Lediard, 1724

Die Partituren beider Opern sind verloren. Man kann vermuten, dass Händel seine Autographe in Hamburg zurückgelassen hatte, da offenbar die Hoffnung bestand, dass sie dort noch zur Aufführung kommen werden. Dort waren sie aber wohl nicht gut aufgehoben. Händel selbst hatte seit seinem Italienaufenthalt eine ausgezeichnete Handbibliothek seiner eigenen Werke, sodass uns diese Partituren, hätte er je ein Exemplar mitgenommen, auf diesem Wege wahrscheinlich erhalten geblieben wären. Indes wirft der Ausspruch des Sängers Johann Konrad Dreyer, der nach dem Weggang Keisers (September 1706) Mitpächter des Opernhauses und somit verantwortlich für dessen weiteren Betrieb war, über die Schwierigkeiten des Wiederbeginns der Arbeit kein gutes Licht auf eine sichere Verwahrung des Notenmaterials am Opernhaus:

„Wie der Anfang zur Opern Aufführung gemacht werden sollte, waren alle Partituren versteckt. Ich nahm also erst Salomo hernach Nebucadnezar vor, und suchte die Partitur von denselben aus den einzelnen Stimmen zusammen. So bald die Besitzer der völligen Partituren solches sahen, kamen nach und nach einige andere zum Vorschein.“

Lediglich in der „Newman Flower Collection“ der Manchester Central Library und in der Aylesford Collection der British Library konnten durch David R. B. Kimbell, Winton Dean und Bernd Baselt überlieferte Reste der beiden Opern nachgewiesen werden.
Die in fünf Sätzen überlieferten Instrumentalstücke in der „Newman Flower Collection“ geben weder Vokalparts noch Textanfänge wieder. Sie tragen aber den Vermerk „Florindo del Sigr. G. F. Handel“. Es lässt sich jedoch nicht mehr sicher feststellen, welche Texte der beiden Libretti auf die überlieferten Melodien passen. Von Rhythmus, Textverteilung und Deklamation her kommen dafür mehrere Arientexte in Betracht.
Die zwölf in der Aylesford Collection (welche Charles Jennens anfertigen ließ) befindlichen Instrumentalsätze (HWV 352–354) sind vermutlich auch Fragmente der beiden verschollenen Opern. Sie wurden etwa 1728 von Händels Junior-Sekretär, dem Cembalisten Johann Christoph Schmidt jun., und einem anonymen Schreiber in einen Sammelband kopiert. Diese Tänze bilden drei einfache, tonartlich zusammenpassende und jeweils aus vier Sätzen bestehende Suiten. Aus den überlieferten Textbüchern wissen wir, dass der Anteil an Ballettsätzen in beiden Opern relativ groß war. So liegt es auf der Hand, dass diese Suiten wohl eine Zusammenstellung von Chor- und Ballettsätzen aus beiden Opern sind.
Es ist außerdem wahrscheinlich, dass die Ouvertüre in B-Dur (HWV 336), welche Händel für Il trionfo del Tempo e del Disinganno verwenden wollte und die von Arcangelo Corelli als „zu französisch“ abgelehnt wurde, ursprünglich die Ouvertüre zu Der beglückte Florindo war.
Somit wären 18 musikalische Nummern (wenn auch nicht vollständig) aus beiden Opern erhalten.

## Erfolg und Kritik
Händels Freund, Förderer und Rivale in Hamburg, Johann Mattheson, Sänger, Komponist, Impresario und Musikgelehrter, schrieb über die Doppeloper:

„Er verfertigte 1708 [1706!] sowohl den Florindo, als die Daphne, welche jedoch der Almira nicht beikommen wollten.“